# Porntip Nakhirunkanok
Porntip Nakhirunkanok anche conosciuta come Porntip Bui Simon (in thai: ภรณ์ทิพย์ นาคหิรัญกนก ไซม่อน (ปุ๋ย)) (Bangkok, 7 febbraio 1969) è una modella thailandese, eletta Miss Universo 1988.

## Biografia
Precedentemente vincitrice del titolo di Miss Thailandia, il 24 maggio 1988 Porntip Nakhirunkanok è stata incoronata Miss Universo durante la cerimonia tenuta a Taipei. All'epoca diciannovenne, la modella è stata la seconda donna tailandese a vincere il concorso, dopo Apasra Hongsakula vincitrice nel 1965.
Il cognome Simon l'ha acquisito dopo il matrimonio del 2002. Il soprannome "Bui", invece è diventato il suo secondo nome legale. "Bui" in thai vuol dire "Dormire come un bambino".
In seguito Porntip Bui Simon ha condotto l'edizione del 1992 di Miss Universo, che quell'anno di tenne a Bangkok, mentre nel 2005 ha preso di nuovo parte al concorso in veste di giurata.
Porntip Bui Simon ha istituito la fondazione Angels Wings nel 2002, il cui scopo è di costruire e finanziare scuole ed orfanotrofi, e fornire cure mediche e maggiore supporto ai bambini poveri in Thailandia.